# نادر سفیان عباس
نادر سفیان عباس (بلغاری: Андрей Иванов؛ زادهٔ ۱۲ دسامبر ۱۹۷۵) وزنه‌بردار اهل قطر بود.
وی در مسابقات کشوری و بین‌المللی در مجموع برندهٔ ۱ مدال طلا شده‌است.